# Tyrell Malacia
Tyrell Malacia (født 17. august 1999) er en hollandsk professionel fodboldspiller, som spiller for Eredivisie-klubben PSV Eindhoven, hvor han er lånt til fra Manchester United, og Hollands landshold.

## Klubkarriere

### Feyenoord
Malacia blev del af Feyenoords ungdomsakademi som 8-årig. Han skrev sin første professionelle kontrakt med klubben i 2015, og gjorde sin professionelle debut den 6. december 2017. Malacias rolle i klubben voksede over de næste år, frem til 2020-21 sæsonen, hvor han havde sit store gennembrud, og blev fast mand på førsteholdet.

### Manchester United
Malacia skiftede i juli 2022 til Manchester United, hvor han blev den første spiller købt siden ankomsten af nye træner Erik ten Hag.
I sommeren 2023 blev Malacia opereret i knæet, men yderligere problemer betød at endnu en operation var nødvendig. Han missede som resultat hele 2023-24 sæsonen. Han spillede den 28. november 2024 sin første kamp i 517 dage, da han var på banen imod norske Bodø/Glimt.

#### Leje til PSV
Malacia skiftede i februar 2025 til PSV på en lejeaftale som inkluderer en købsoption.

## Landsholdskarriere

### Ungdomslandshold
Malacia har repræsenteret Holland på flere ungdomsniveauer.

### Seniorlandshold
Malacia debuterede for det hollandske landshold den 4. september 2021.

## Privat
Malacia blev født i Rotterdam til en far fra Curaçao og en mor fra Surinam.

## Titler
Feyenoord
- KNVB Cup: 1 (2017-18)
- Johan Cruijff Schaal: 1 (2018)

Manchester United
- EFL Cup: 1 (2022-23)

Individuelle
- UEFA Europa Conference League Sæsonens hold: 1 (2021–22)